# Fomepizol
Fomepizolul (4-metilpirazolul) este un medicament utilizat pentru tratarea intoxicațiilor cu metanol și etilenglicol. Calea de administrare disponibilă este cea intravenoasă.
Reacțiile adverse frecvente includ dureri de cap, greață, somnolență și instabilitate. Fomepizolul acționează prin blocarea enzimei care transformă metanolul și etilenglicolul în metaboliții lor toxici pentru organism.
Molecula a fost aprobată pentru uz medical în Statele Unite ale Americii în anul 1997. Se află pe lista medicamentelor esențiale ale Organizației Mondiale a Sănătății.

## Utilizări medicale
Fomepizolul este utilizat pentru tratarea intoxicației cu etilenglicol și metanol. Acesta acționează prin inhibarea metabolizării lor în metaboliții lor toxici activi. Fomepizolul este un inhibitor competitiv al enzimei alcool dehidrogenază, care se găsește în ficat. Această enzimă joacă un rol esențial în metabolizarea etilenglicolului și a metanolului.